# 생방송 부라보
《생방송 부라보》는 부산MBC TV에서 매주 목요일부터 금요일 오후 6시 5분에 방송 중인 부산 지역 저녁 교양 정보 프로그램이다.

## 프로그램 소개
부산 지역에서 이슈가 되고 있는 지역 현장을 리포터가 직접 방문해 스튜디오와 이원 생중계를 시도한다.

## 방송 시간
| 방송 채널  | 방송 기간                    | 방송 시간                                        | 방송 분량  |
| ---------- | ---------------------------- | ------------------------------------------------ | ---------- |
| 부산MBC TV | 일자 미상 ~ 2024년 12월 27일 | 매주 금요일 오후 6시 5분 ~ 오후 7시 5분          | 1시간      |
| 부산MBC TV | 2025년 1월 2일 ~ 현재        | 매주 목요일 ~ 금요일 오후 6시 5분 ~ 오후 7시 5분 | 1시간      |
| 부산MBC TV | 2018년 9월 10일 ~ 일자 미상  | 매주 월요일 오후 5시 55분 ~ 오후 7시 5분         | 1시간 10분 |

## MC
| 대수 | 진행자 | 진행자 | 진행 기간                           | 비고        |
| 대수 | 남성   | 여성   | 진행 기간                           | 비고        |
| ---- | ------ | ------ | ----------------------------------- | ----------- |
| 1대  | 서정모 | 이지희 | 2018년 9월 10일 ~ 2018년 10월 15일  |             |
| 2대  | 서정모 | 곽현경 | 2018년 10월 22일 ~ 2019년 12월 23일 |             |
| 3대  | 서정모 | 정경진 | 2019년 12월 30일 ~ 2020년 2월 7일   |             |
| 4대  | 서정모 | 김다영 | 2020년 2월 14일 ~ 2020년 5월 1일    |             |
| 5대  | 김동현 | 김다영 | 2020년 5월 8일 ~ 2021년 8월 13일    |             |
| 임시 | 김동현 | 정해진 | 2021년 8월 20일 ~ 2021년 10월 1일   |             |
| 6대  | 김동현 | 정경진 | 2021년 10월 8일 ~ 2023년 6월 2일    | [ 1 ]       |
| 7대  | 유기경 | 정경진 | 2023년 6월 9일 ~ 2023년 11월 24일   |             |
| 8대  | 유기경 | 강민경 | 2023년 12월 1일 ~ 2024년 7월 12일   | [ 2 ]       |
| 9대  | 서정모 | 강민경 | 2024년 7월 26일 ~ 2024년 9월 13일   |             |
| 10대 | 서정모 | 정경진 | 2024년 9월 20일 ~ 2025년 3월 14일   | [ 3 ] [ 4 ] |
| 11대 | 서정모 | 이지희 | 2025년 3월 20일 ~ 현재              |             |

## 결방
- 2024년 7월 19일 : 《특집 도시 재탄생 프로젝트 강의 쇼 다시 부산》으로 인한 결방.
- 2024년 8월 2일, 2024년 8월 9일 : 《2024 파리 올림픽》 중계 방송으로 인한 결방.

## 타이틀 변천사
현재 타이틀은 2018년 9월 10일을 기준으로 한다.
| 기수 | 프로그램 타이틀 | 방송 기간              |
| ---- | --------------- | ---------------------- |
| 1기  | 생방송 부라보   | 2018년 9월 10일 ~ 현재 |

## 경쟁 프로그램
- 생생투데이 사람과 세상 (KBS 부산 1TV)
- 굿모닝 투데이 (KNN TV)